# Phycosecis
Phycosecidae là một họ nhỏ bọ cánh cứng trong phân bộ Polyphaga. Họ này chỉ có duy nhất một chi Phycosecis. Các loài trong họ này nhỏ, dài 1,5 đến 3,5 mm.

## Phân loại
- Phycosecis ammophilus Lea, 1899
- Phycosecis hilli Lea, 1921
- Phycosecis limbata (Fabricius, 1781)
- Phycosecis litoralis Pascoe, 1875